# Володимир Породко
отець Володимир Породко (15 січня 1899, Кам'янка-Струмилова (тепер Кам'янка-Бузька) — 14 жовтня 1962, Гливиці (Польща) — священник УГКЦ Згромадження Найсвятішого Ізбавителя, місіонер, письменник.

## Життєпис
Володомир Породко народився 15 січня 1899 року в м. Кам'янка-Струмилова (зараз м. Кам'янка-Бузька Львівської обл.) в сім'ї Василя та Юлії Породко. Батько був сільським вчителем.
Закінчив гімназію в м. Коломия. У 1917 році вступив до Львівської духовної семінарії.

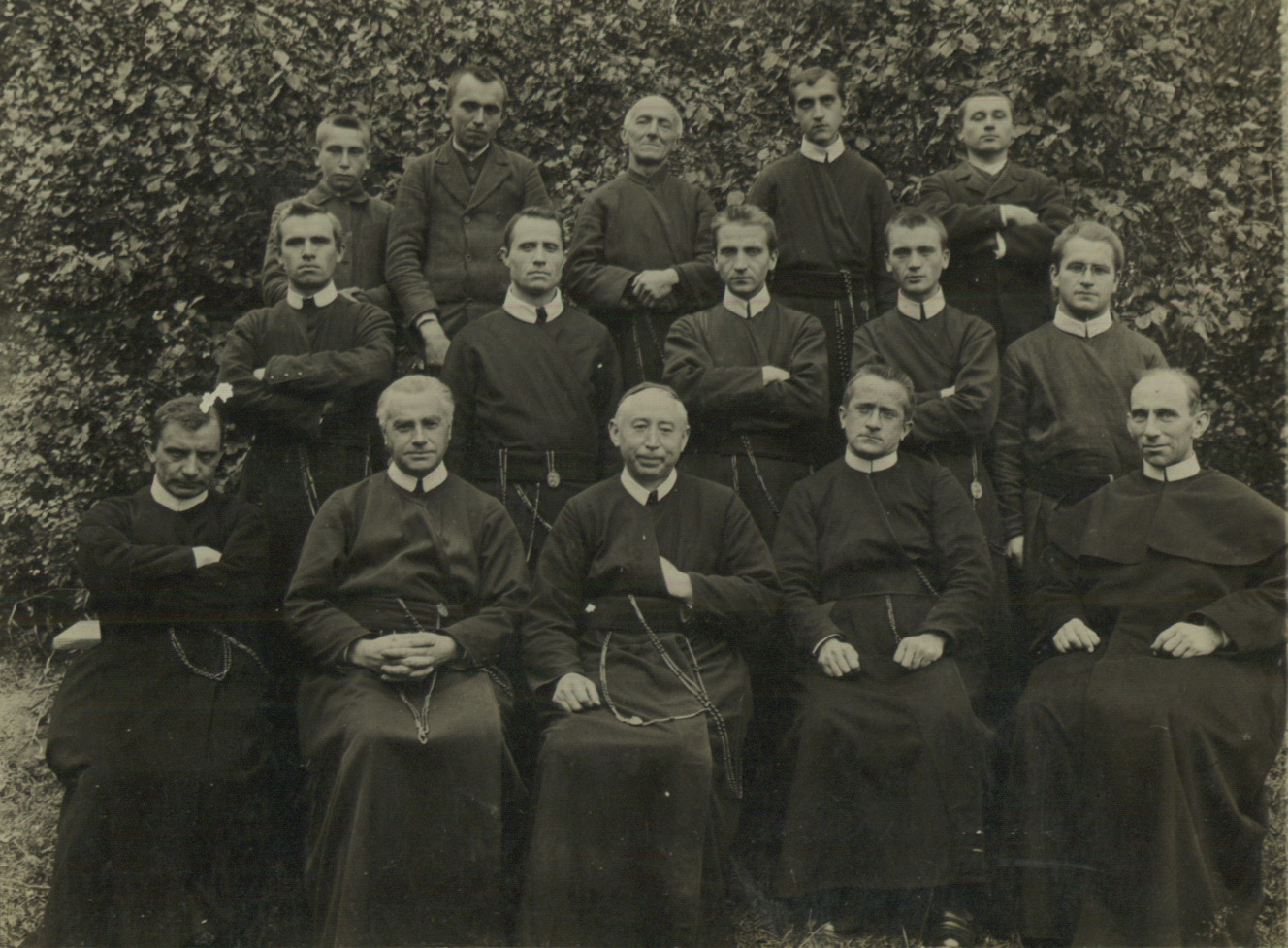
26 жовтня 1919 р. Спільнота монастиря у Збоїсках. о. В. Породко — другий ряд, перший справа.

У 1919 році в Уневі розпочинає новіціят у Згромадженні Найсвятішого Ізбавителя. 19 серпня 1920 році в Збоїськах, що біля Львова, складає свої перші монаші обіти.

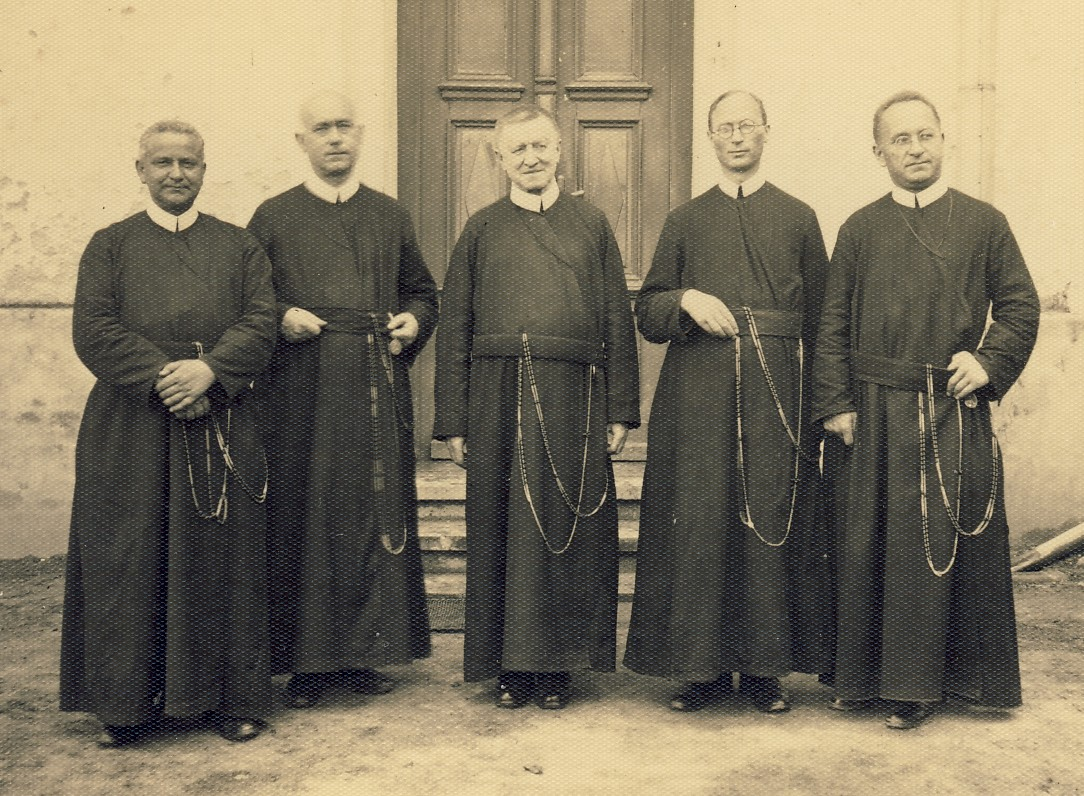
Візитація віце-провінційної ради монастиря в Збоїськах, 1936 рік. Посередині — протоігумен Каміл Ван де Стийн, о. Володимир Породко — крайній справа.

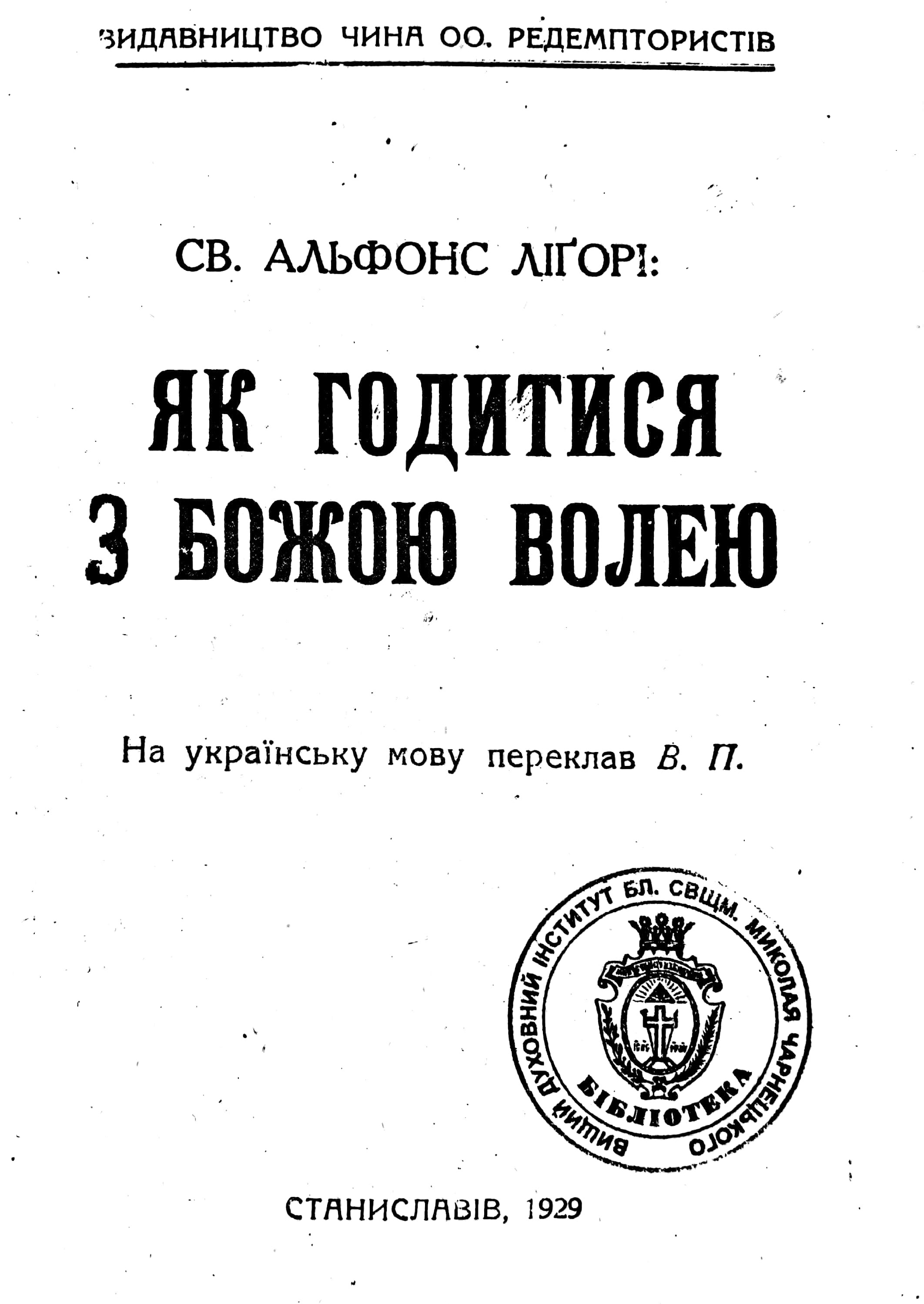
Книга св. Альфонса Марії де Лігуорі, яку переклав о. Володимир Породко, видана 1929 р. в Станіславові.

1 лютого 1921 року брат Володимир Породко разом із о. Іваном Балою та о. Романом Бахталовським виїжджають на навчання до Бельгії у Боплато (Бельгія). До 1923 року брат Володимир вивчає там моральне богослов'я. Після повернення на Галичину, 9 квітня 1923 року в м. Станіславові (теперішній Івано-Франківськ) владика Григорій Хомишин висвячує його на священика. З того часу він живе у Збоїськах у Львові, де в ювенаті редемптористів навчає молодих студентів співу й музики.
В листопаді 1924 році виїжджає до м. Станіславова, де впродовж дев'яти років на парафіях Галичини і Лемківщини проводить місії та займається апостольською діяльністю. В монастирі виконує обов'язки префекта братів та дорадника ігумена.
У червні 1933 о. Володимир переїжджає до м. Тернополя, де стає парохом церкви Успіння Пресвятої Богородиці та ігуменом монастиря, почав розбудову храму. Будівництво закінчилося 1936 р. Новий храм вміщав 2000 осіб. Єп. Миколай Чарнецький урочисто посвятив його 7 липня 1936 року. В Тернополі о. Володимир крім активної місіонерської діяльності писав та переклав книги. Він видав ряд статей в українській та бельгійській періодиці. Кожної неділі при парафії відбувалися зустрічі для членів братства Матері Божої Неустанної Помочі (окремо для чоловіків, жінок, хлопців та дівчат).
У травні 1939 року призначений настоятелем монастиря у Збоїськах біля Львові, куди переїжджає в червні. У вересні 1939 р. з початком Другої світової війни на західно-українські терени прийшла радянська влада. Монастир був націоналізований і перероблений на військовий об'єкт, а ченців — вигнано. О. Володимир Породко почав опікуватися парафією у с. Куличків (тепер Сокальський р-н, Львівської обл).
З приходом німців у 1941 році всі повернулися до монастиря та відновилися заняття в ювенаті. Влітку 1944 року Червона армія вдруге зайняла Галичину. Через небезпеку арешту о. Володимир виїхав на захід — до Польщі. До 1946 році проживав у монастирі сестер св. Йосифа у с. Цеблів. За свідченнями сестер весь 1946 рік отець був на Белзщині, де служив для потреб людей: сповідав, хрестив дітей, вінчав. Діяв під псевдонімом — Володимир Василевич.
В травні 1946 року виїжджає до Варшави та змінює своє ім'я та прізвище на Ян Мільчинський. З 1946 по 1949 рр. душпастирює в латинському обряді на півночі Польщі на території Шльонська (Сілезія) як місіонер серед репатріантів зі Сходу у містечках Бардо і Глогуві. З липня по жовтень 1947 року повертається до сестер і отримує два костели в селах Собота та Марисін. У 1948 році короткий час перебуває в Ломницях, а далі знов повертається на Шльонськ до Барда, та, згодом, до Глогува. З 1949 по 1962 роки перебуває в м. Гливиці, де працює як місіонер у костелі Святого Хреста. Весь час постійно їздить на місії та проводить реколекції. Після того, як польська комуністична влада викрила отця, він вже відкрито служить для греко-католиків, яких внаслідок операції «Вісла», після 1947 року, виселили північні території Польщі.

Помер о. Володимир Породко 14 жовтня 1962 року на 63-му році життя у м. Гливиці, де його поховали на монастирському подвір'ї Редемптористів. На похороні були українські греко-католицькі священики, що залишилися у Польщі зокрема, о. Степан Дзюбина, о. Василь Гриник. Служба Божа і Чин похорону були відправлені за візантійським обрядом.

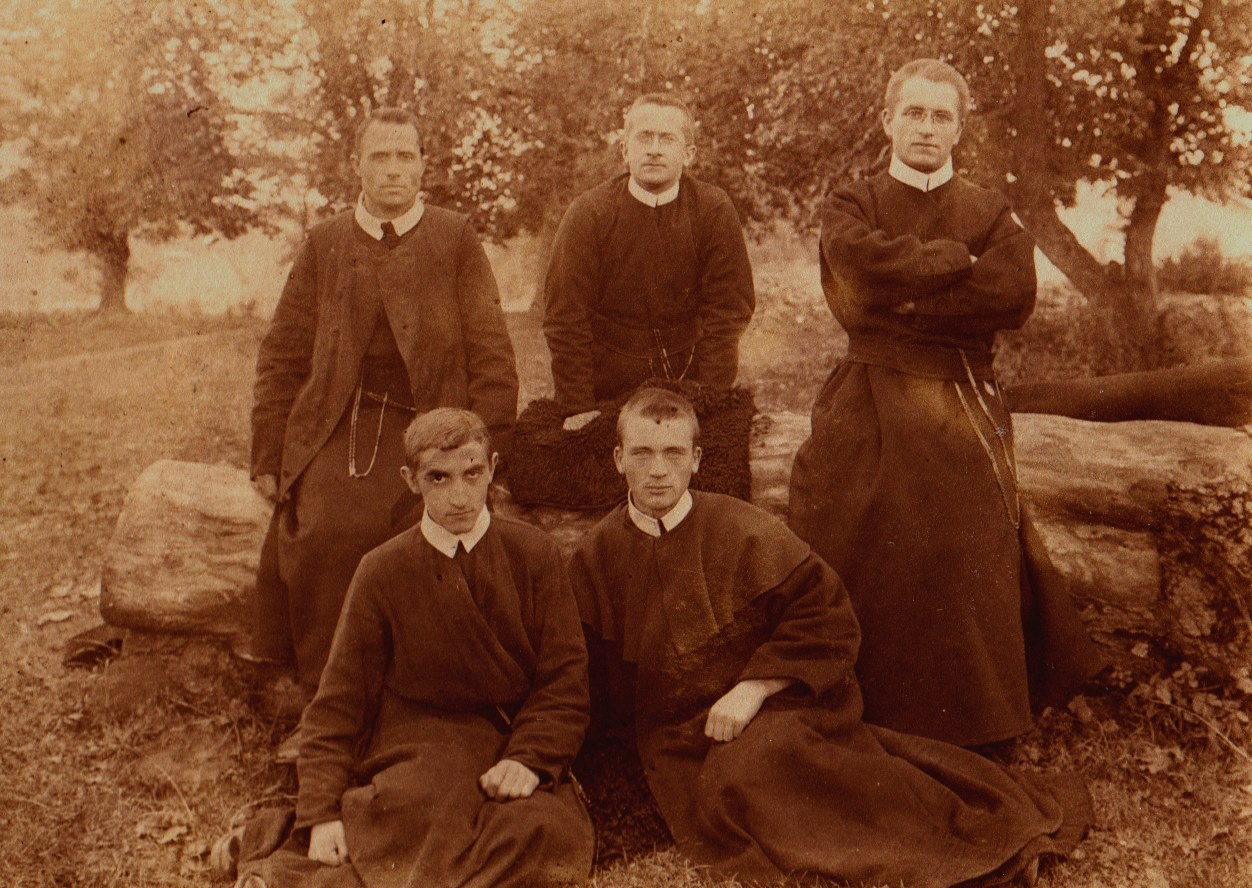
Збоїська, 1919. Сидять: Роман Бахталовський, Іван Бала. Стоять: Миколай Чарнецький, Доменік Трчка, Володимир Породко
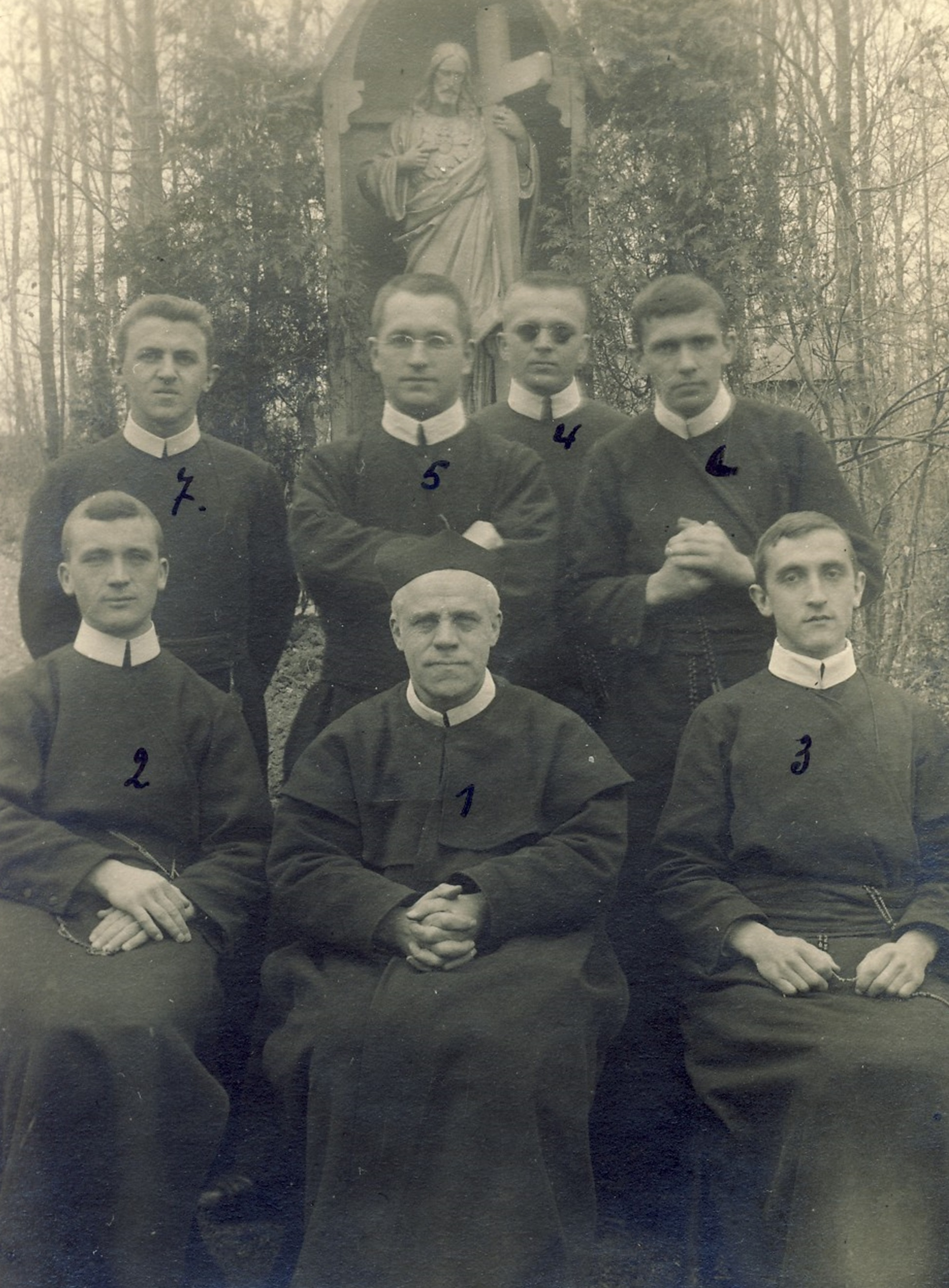
Травень 1922 року, українські студенти і бр. Володимир Породко на навчанні в Боплато, Бельгія.
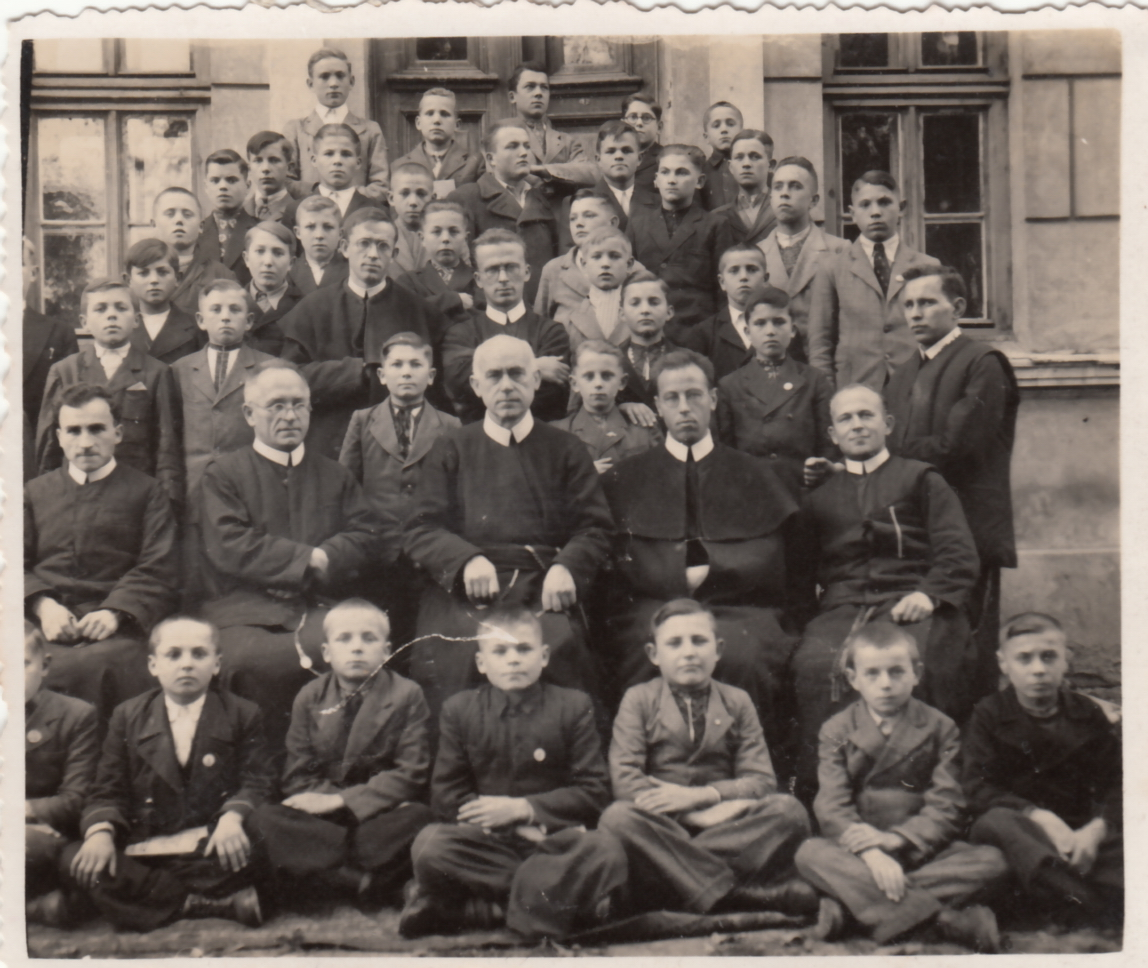
Ювенат, Збоїська,1942р.

## Твори
Книги
- «Апостол любові — св. Альфонс Ліґорій» (Жовква 1929) — короткий життєпис св. Альфонса;
- «Хто такий був Лютер?» (1934);
- «Мати Божа з Люрду» (1939);
- «Місія серед недовірків» (1935) — власні спостереження з місій;

Статті
- Статті для газети «Нова Зоря» про місійну працю серед лемків (1933); Вони були перекладені французькою мовою для «La Voix du Rédempteur» (Лювен, Бельгія);

Брошури
- «Чи треба сповідатися?»
- «Кальварія»
- «Як годитися з Божою волею» та ін.